# Football League Championship 2010-2011
Football League Championship 2010-2011 este al 7-lea sezon al competiției. A început la data de 7 august 2010.

## Schimbări din sezonul precedent

### Schimbări echipe

#### Din campionat
Promovate în Premier League
- Newcastle United
- West Bromwich Albion
- Blackpool

Retrogradate în League One
- Peterborough United
- Plymouth Argyle
- Sheffield Wednesday

#### În campionat
Retrogradate din Premier League
- Burnley
- Hull City
- Portsmouth

Promovate din League One
- Norwich City
- Leeds United
- Millwall